# Regeringen Holstein-Ledreborg
Regeringen Holstein-Ledreborg var Danmarks regering 16. august 1909 – 28. oktober 1909.
Ændring: 18. oktober 1909
Den bestod af følgende ministre:
- Konseilspræsident: J.L.C.C.T. Holstein
- Udenrigsminister: C.W. Ahlefeldt-Laurvig
- Finansminister: N.Th. Neergaard
- Indenrigsminister: Klaus Berntsen
- Justitsminister: Svend Høgsbro
- Minister for Kirke- og Undervisningsvæsenet: Enevold Sørensen
- Forsvarsminister:

J.C. Christensen til 18. oktober 1909, derefter
J.L.C.C.T. Holstein
- Minister for offentlige arbejder: Thomas C. Larsen
- Landbrugsminister: Anders Nielsen
- Minister for Handel og Søfart: Joh.F.C. Hansen
- Minister for Island: Bjørn Jonsson

## Baggrund
J.C. Christensen havde underløbet Ministeriet Neergaard I i spørgsmålet om forsvarssagen, der aldrig syntes at ville få en ende. Det eneste man kunne blive enige om i Venstre, var, at det ikke skulle være J.C. Christensen eller et medlem fra Højre, der skulle danne regering, og dermed føre den ømtålelige forsvarsordning igennem. 
Frederik 8. og kronprins Christian (Christian 10.) foreslog på denne baggrund et forretningsministerium i det de insisterede på, at sagen blev løst. Dermed syntes parlamentarismen for alvor at være i fare blot få år efter den blev sikret ved systemskiftet i 1901.
Den kongelige beslutsomhed udløste da også fornyet aktivitet hos Niels Neergaard og hans allierede, Klaus Berntsen, samt de frikonservatives leder Mogens Frijs. Konflikten løstes ved, at man bad den aldrende venstreveteran fra forfatningskampen Ludvig Holstein-Ledreborg om at danne en regering. Han var allerede blevet spurgt i 1901, men havde dengang overladt ansvaret til Johan Henrik Deuntzer, og han påtog sig kun modstræbende hvervet som regeringsleder og formentlig kun for at undgå en forfatningskrise.
Ministeriet Holstein-Ledreborg blev den første mindretalsregering i Danmark og dens regeringsprogram kan barberes ned til to punkter: 1. At sikre parlamentarismen; 2. At sikre forsvarsordningen gennemførelse.
På trods af fortørnelse fra Højre blev J.C. Christensen forsvarsminister i Ministeriet Holstein-Ledrenborg, og allerede i september lykkedes det ham at samle et flertal sammen med Højre og de frikonservative om et forlig om forsvaret. 
J.C. Christensen fik dermed et fornemt comeback som forsvarsminister i Ministeriet Holstein-Ledreborg, og demonstrerede, at han alene kunne føre den ømtålelige sag om forsvaret igennem uden at svigte de løfter til tyskerne, som han tidligere havde afgivet. 
J.C. Christensen havde hele tiden arbejdet for, at et dansk forsvar aldrig måtte være rettet mod Tyskland, selvom han aldrig havde tilkendegivet dette offentligt. Danskerne så tyskerne som deres arvefjende, og ikke engang Neergaard vidste, at J.C. Christensens departementschef i krigsministeriet, Lütken, med J.C. Christensens og udenrigsminister F.C.O. Raben-Levetzaus kendskab, havde ført hemmelige forhandlinger i Berlin, hvor dette standpunkt var blevet garanteret.
Da forsvarsforliget 1909 var i hus den 18. oktober, gik J.C. Christensen af som forsvarsminister. Ti dage senere fulgte hele Ministeriet Holstein-Ledreborg efter Holstein havde fremprovokeret et flertal for en mistillidsdagsorden fremsat af Det radikale Venstre. Holstein bad dernæst Frederik 8. om at henvende sig til det parti, hvis dagsorden havde sejret. Næsten ubemærket i samtiden fik Holstein herigennem demonstreret gyldigheden af parlamentarisk statsskik, og afsluttede dermed sin politiske karriere med en fornem sejr, der for eftertiden må siges at være mindst lige så vigtig som J.C. Christensens forsvarsforlig. 